# 新タ悦男
新タ 悦男（にった えつお、 1974年4月16日 - ）は、TBSテレビのエグゼクティブアナウンサー。同局を含むJNN・JRN加盟局から優秀なアナウンサーを毎年表彰するアノンシスト賞で、2021年度に「グランダ・プレミオ」（大賞）を受賞している。

## 来歴・人物
京都府綴喜郡田辺町（現在の京田辺市）の出身。京都府立南八幡高校（現在の京都府立京都八幡高等学校）から進学した早稲田大学政治経済学部政治学科では、岩倉誠一ゼミナールに第27期生として在籍していた。
大学卒業後の1998年4月1日付で、TBS（現在のTBSホールディングス）にアナウンサー33期生として入社。同期のアナウンサーは駒田健吾と外山惠理で、入社後は野球、陸上競技、ボクシング、フィギュアスケートなどのスポーツ中継を主に担当している。
プロ野球（NPB）中継では2006年から、後輩アナウンサーの佐藤文康に代わる「ベイスターマン2号」として、横浜DeNAベイスターズ主催試合中継の実況・リポーターを主に務めている。2013年には、「御当地選手」であった小池正晃の引退試合で実況を任されていた。ベイスターズ以外の試合では、2011年に中日ドラゴンズのセントラル・リーグ優勝決定、2018年に福岡ソフトバンクホークスの日本シリーズ制覇の瞬間をテレビ中継で実況。野球日本代表関連の試合をTBSテレビで中継する場合に、実況を務めることも相次いでいる。2023年に自身が実況を担当したWBCの日本対韓国戦では、関東地区における平均世帯視聴率が44.4%を記録。
ジャパンコンソーシアムが日本国内向けに制作するオリンピックの競技中継でも、2014ソチ冬季大会および、北京で2度にわたって開かれた（2008年夏季・2022年冬季）大会にテレビ中継の実況要員として派遣。北京の夏季大会では野球と女子マラソン、上記の冬季大会ではスノーボード・スピードスケートなどの種目を担当している。男子スノーボードのハーフパイプ競技中継では、実況を初めて任されたソチ大会で平野歩夢の銀メダル・平岡卓の銅メダル、北京大会で平野歩夢による金メダル獲得の瞬間（いずれも冬季オリンピックの男女スノーボード競技における日本代表選手初の快挙）とショーン・ホワイト（大会後に競技生活から引退することを表明していた男子スノーボード界の第一人者）による現役最後の滑走の模様を伝えた。北京冬季大会男子ハーフパイプ決勝での実況については、地上波放送でJNN（基幹局はTBSテレビ）・JRN（主幹事局はTBSラジオ）向けの中継が組まれていなかったにもかかわらず、アノンシスト賞の第47回（2021年度）全国審査でも高く評価。その結果、「テレビ・スポーツ実況」部門の最優秀賞と「グランダ・プレミオ」（他部門を含めての年間大賞）を同時に受賞した。TBSテレビの現役アナウンサーによる「グランダ・プレミオ」の受賞は、第41回（2015年度）において、初田啓介（先輩のスポーツアナウンサー）が「テレビ・スポーツ実況」部門の最優秀賞と同時に受賞して以来である。
趣味は写真の撮影、ドライブ、邦画の鑑賞。2011年8月31日に、7年間交際していた一般女性と結婚した。
2024年8月には、パリオリンピックを最後に現役を引退した古賀紗理那の引退会見の司会を務めた。

## 現在の出演番組

### テレビ
- スポーツ中継[6][7]（野球[6][7]、サッカー、ボクシング[6][7]、バレーボール、陸上、フィギュアスケート[6][7]、スノーボードハープパイプ、体操、スピードスケート、カーリング、エアリアル、フェンシングほか)
- ひるおび（2017年4月 - 、月曜日の一部時間帯でスタジオプレゼンターを担当）

### ラジオ
- 森本毅郎・スタンバイ！（「スポーツスタンバイ!」／不定期）
- パンサー向井の＃ふらっと（ニュースキャスター、不定期、2022年4月 - ）

## 過去の出演番組

### テレビ
- ニュースの森（スポーツコーナー担当）[6][7]
- BS-iスポーツニュース[6][7]
- みのもんたの朝ズバッ! →朝ズバッ!（大相撲コーナー担当、2ヶ月おきに2週間登場）
- ドーハ アジア競技大会（男子サッカー実況）
- 女子アナの罰
2012年12月14日、2013年5月1日 - 審査員[注釈 4]
2013年10月23日・30日 - 実況
- 2017日本シリーズ・DeNA×ソフトバンク第5戦

### ラジオ
- TBSラジオ エキサイトベースボール（実況・リポーターを担当、2017年限りで放送を終了）
- スポーツBOMBER![6][7]
- 北京オリンピック（女子マラソン、野球）
- 2014 FIFAワールドカップ（日本vs.コロンビア戦）
- サタデー大人天国! 宮川賢のパカパカ行進曲!!（パーソナリティの宮川賢が遅刻のため、宮川が登場するまでピンチヒッターを務めたことがある）
- 伊集院光とらじおと（ニュース／不定期）